# Ахерн, Дермот
Дермот Ахерн (англ. Dermot Christopher Ahern, ирл. Diarmuid Ó hEachthairn, 2 февраля 1955, Дандолк, Лаут, Ирландия) — ирландский политик, депутат Палаты представителей Ирландии, занимавший ряд министерских постов.
Учился на юриста в Колледже святой Марии в Дандолке, Дублинском университетском колледже и Правовом обществе Ирландии. Получил квалификацию солиситор и в начале карьеры работал в этом качестве.
С ранней юности занялся политической деятельности, вступил в партию Фианна Файл. В 1979 году избран в совет графства Лаут, был его депутатом до 1991 года. В 1987 году избран депутатом Палаты представителей Ирландии от графства Лаут, впоследствии 5 раз переизбирался. В 1991—1992 годах занимал пост «парламентского хлыста».
В 1997 году вошёл в правительство своего однофамильца Берти Ахерна в качестве министра социальных отношений. При нём были установлены самые высокие в истории Ирландии значения пособий по безработице и пенсий, а также право на пенсию получили эмигранты из Ирландии, уехавшие в другие страны до 1953 года.
В 2002—2004 годах занимал пост министра связи, энергии и природных ресурсов, в 2004—2008 — министра иностранных дел, в 2008—2011 — министра юстиции.
В 2010 году заявил об уходе из политики и отказе баллотироваться на следующий срок в парламент из-за болезни (ревматоидный артрит).

## Личная жизнь
Женат, двое детей.